# フリーダム (ビヨンセの曲)

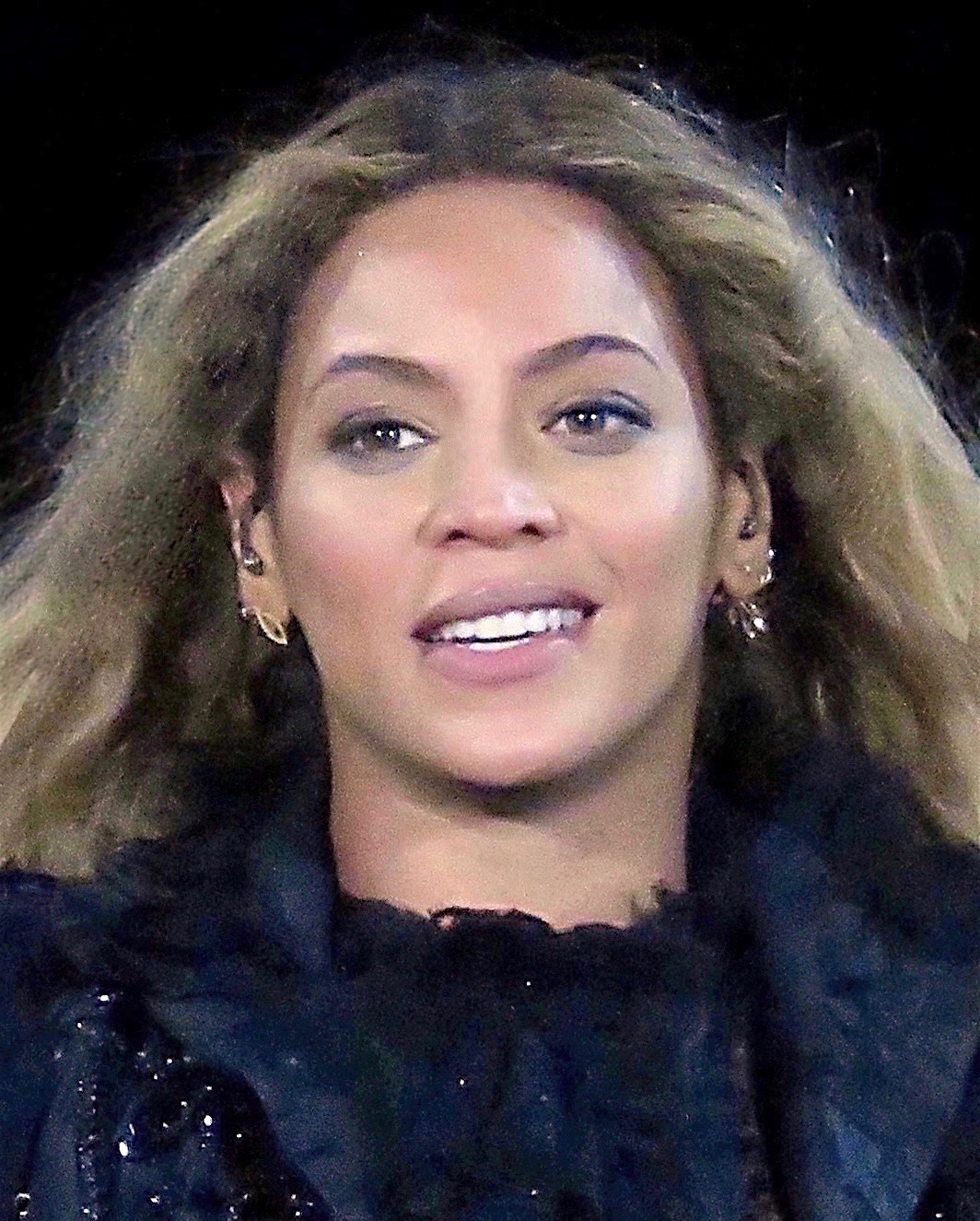
ビヨンセ（2016年）

「フリーダム」（英語: Freedom = 自由）は、アメリカのシンガーソングライター、ビヨンセがアメリカのラッパー、ケンドリック・ラマーをフィーチャリングした楽曲。

## 概要
彼女の6枚目のスタジオ・アルバム『レモネード』（2016年）の10曲目に収録されており、パークウッド・エンターテイメントとコロンビア・レコードからリリースされた。この曲のミュージックビデオは、ビヨンセの2016年の映画『レモネード』の一部であり、アルバムのリリースと同時にHBOで放映された。以来、この曲は様々な社会運動や政治運動の讃歌となっている。
歌詞は相互に意味がないように思えるフレーズが散りばめられている感じで理解に難しいが、どうやら失恋した者が藁にもすがりたいことを言ったり、しかしそのため束縛から離れて自由をも求める気持ちをどうやら叫んで歌っている。
ビヨンセはザ・フォーメーション・ワールド・ツアー（2016年）のセットリストの一部として、また2016年のBETアワードでラマーと共にこの曲をライブで披露した。2017年のグラミー賞では、最優秀ラップ／歌唱パフォーマンスにノミネートされた。

## 影響
この曲は2020年のジョージ・フロイド抗議運動デモの讃歌となり、その後ストリーミング数が625%上昇し、女優で歌手アンバー・ライリーを含む抗議デモで歌われた。
2024年、ビヨンセはカマラ・ハリス副大統領に「フリーダム」を2024年の大統領選挙キャンペーンの公式ソングとして使用する許可を与えた。7月25日、ハリスはこの曲をフィーチャーした立候補を支持するデジタル広告を開始した。

## 参照項目
- カマラ・ハリスの2024年の大統領選挙キャンペーン（Kamala Harris 2024 presidential campaign）